# José Miguel Arístegui Aróstegui
José Miguel Arístegui Aróstegui (Santiago, 2 de abril de 1802-Santiago, 16 de junio de 1876) fue un seminarista y hombre público chileno, de tendencias conservadoras.

## Biografía
Fue hijo de Miguel Arístegui del Pozo-Silva y Antonia Aróstegui Gajardo.
Ingresó al Seminario Conciliar en 1815 y recibió las primeras órdenes en 1816. Terminó sus estudios en la Universidad de San Felipe en 1825. 
Tuvo una vida muy activa. Fue nombrado vicario general en 1839, vicario general del arzobispado en 1843 y rector del Seminario Conciliar en 1844. Desde entonces y hasta su muerte, desempeñó la vicaría del arzobispado. Fue nombrado prelado doméstico de Su Santidad en 1860, siendo consagrado obispo de Himeria. 
Fue elegido diputado al Congreso por Santiago (1834-1837) y por Castro (1840-1843), y senador en 1852-1858 y 1870-1879. Fue consejero de Estado (1851-1874) y candidato presidencial en 1856, pero solo logró un voto de 209 electores, quienes en su mayoría votaron por la reelección de Manuel Montt.